# Premi Cóndor de Plata al millor curtmetratge
El Premi Còndor de Plata al Millor Curtmetratge és un dels guardons lliurats anualment per l'Asociación de Cronistas Cinematográficos de la Argentina
Va ser lliurat per primera vegada en el 53° lliurament dels Premis Còndor de Plata, realitzada l'any 2005 i que va distingir a pel·lícules estrenades durant 2004. En la mateixa edició també es va lliurar un premi al "Millor curtmetratge d'animació", el qual va recaure en El guante de Juan Pablo Zaramella.

## Guanyadors i nominats
| Any                                          | Pel·lícula                                    | Direcció                          | Ref.  |
| 2005                                         |                                               |                                   |       |
| -------------------------------------------- | --------------------------------------------- | --------------------------------- | ----- |
| 2005                                         | Historias breves IV: Más que el mundo         | Lautaro Núñez de Arco             | [ 1 ] |
| 2005                                         | Historias breves IV: El señor de los pájaros  | Camilo José Gómez                 | [ 2 ] |
| 2005                                         | Historias breves IV: Epitafio                 | Cecilia Ulrich                    | [ 2 ] |
| 2005                                         | Historias breves IV: Infierno grande          | Paula Venditti i Jonathan Hoffman | [ 2 ] |
| 2005                                         | Una manera estúpida de decir adiós            | Paulo Pécora                      | [ 2 ] |
| 2006                                         |                                               |                                   |       |
| Viaje a Marte                                | Juan Pablo Zaramella                          | [ 3 ]                             |       |
| María                                        | Martín De Salvo                               | [ 4 ]                             |       |
| Mi nombre preferido                          | Matías Risi                                   | [ 4 ]                             |       |
| Mi primera salida                            | Juan Schnitman                                | [ 4 ]                             |       |
| 2007                                         | Medianeras                                    | Gustavo Taretto                   | [ 5 ] |
| 2008                                         | Trillizas Propaganda                          | Fernando Salem                    | [ 6 ] |
| 2009                                         |                                               |                                   |       |
| El empleo                                    | Santiago Grasso i Patricio Plaza              | [ 7 ]                             |       |
| A Papá                                       | Sergio Teubal                                 | [ 8 ]                             |       |
| Dos metros                                   | Javier Mrad, Javier Salazar i Eduardo Maraggi | [ 8 ]                             |       |
| Un Santo para Telmo                          | Santiago Hadida i Gabriel Stagnaro            | [ 8 ]                             |       |
| 2010                                         |                                               |                                   |       |
| Historias Breves V: Un juego absurdo         | Gastón Rothschild                             | [ 9 ]                             |       |
| Historias breves V: Toro verde               | Laura Durán                                   | [ 10 ]                            |       |
| La ollera                                    | Juan Manuel Costa                             | [ 10 ]                            |       |
| 2011                                         |                                               |                                   |       |
| Teclópolis                                   | Javier Mrad                                   | [ 11 ]                            |       |
| Composición para goteras en lluvia sostenida | Grupo Humus                                   | [ 12 ]                            |       |
| Trata                                        | Víctor Postiglione                            | [ 12 ]                            |       |
| Ana y Mateo                                  | Natural Arpajou                               | [ 12 ]                            |       |
| 2012                                         |                                               |                                   |       |
| Luminaris                                    | Juan Pablo Zaramella                          | [ 13 ]                            |       |
| Imágenes para antes de la guerra             | Francisco Márquez                             | [ 14 ]                            |       |
| Lo que haría                                 | Natural Arpajou                               | [ 14 ]                            |       |
| Oreja de negro                               | Pablo Soto                                    | [ 14 ]                            |       |
| 2013                                         |                                               |                                   |       |
| Crónica de la muerte de Paco Uribe           | Santiago Canel                                | [ 15 ]                            |       |
| Implantación                                 | Fermín Eloy Acosta                            | [ 16 ]                            |       |
| Ojos                                         | Pablo Gonzalo Pérez                           | [ 16 ]                            |       |
| Sergio Ramos                                 | Juan Fernández Gebauer                        | [ 16 ]                            |       |
| Vine solo                                    | Martín Boggiano                               | [ 16 ]                            |       |
| 2014                                         |                                               |                                   |       |
| María                                        | Mónica Lairana                                | [ 17 ]                            |       |
| En carne viva                                | Federico Esquerro                             | [ 18 ]                            |       |
| Espacio personal                             | Natural Arpajou                               | [ 18 ]                            |       |
| Historia del niño que ríe                    | Ana Liz Godoy                                 | [ 18 ]                            |       |
| Padre                                        | Santiago Bou Grasso i Patricio Plaza          | [ 18 ]                            |       |
| 2015                                         |                                               |                                   |       |
| La reina                                     | Manuel Abramovich                             | [ 19 ]                            |       |
| Conversaciones en el jardín                  | José María Avilés                             | [ 20 ]                            |       |
| Cuestión de té                               | Monse Echevarría                              | [ 20 ]                            |       |
| La Donna                                     | Nicolás Dolensky                              | [ 20 ]                            |       |
| Zombies                                      | Sebastián Dietsch                             | [ 20 ]                            |       |
| 2016                                         |                                               |                                   |       |
| En las nubes                                 | Marcelo Mitnik                                | [ 21 ]                            |       |
| Arroz y Fósforos                             | Javier Beltramino                             | [ 22 ]                            |       |
| Catalina y el sol                            | Anna Paula Honing                             | [ 22 ]                            |       |
| Cuchipanderos                                | Agostina Guala                                | [ 22 ]                            |       |
| La variación de López                        | Pablo Parra                                   | [ 22 ]                            |       |
| El dorado de Ford                            | Juan Fernández Gebauer                        | [ 22 ]                            |       |
| 2017                                         |                                               |                                   |       |
| Error 404                                    | Mariana Wainstein                             | [ 23 ]                            |       |
| Las Arácnidas                                | Tom Espinoza                                  | [ 24 ]                            |       |
| Los días felices                             | Agustina Guala                                | [ 24 ]                            |       |
| No hay bestias                               | Agustina San Martín                           | [ 24 ]                            |       |
| 2018                                         |                                               |                                   |       |
| De la muerte de un costero                   | Carlos Alberto Díaz                           | [ 25 ]                            |       |
| Centauro                                     | Nicolás Suárez                                | [ 26 ]                            |       |
| Corp.                                        | Pablo Polledri                                | [ 26 ]                            |       |
| Fiora                                        | Martina Juncadella i Martín Vilela            | [ 26 ]                            |       |
| La canoa de Ulises                           | Diego Fió                                     | [ 26 ]                            |       |
| 2019                                         |                                               |                                   |       |
| Aquel verano sin hogar                       | Santiago Reale                                | [ 27 ]                            |       |
| El niño y la noche                           | Tomás Morelli                                 | [ 28 ]                            |       |
| Las fuerzas                                  | Paola Buentempo                               | [ 28 ]                            |       |
| Los bastardos                                | Tomás Posse                                   | [ 28 ]                            |       |
| La de Messi                                  | Mauro Iván Ojeda                              | [ 28 ]                            |       |